# Herman Paavilainen

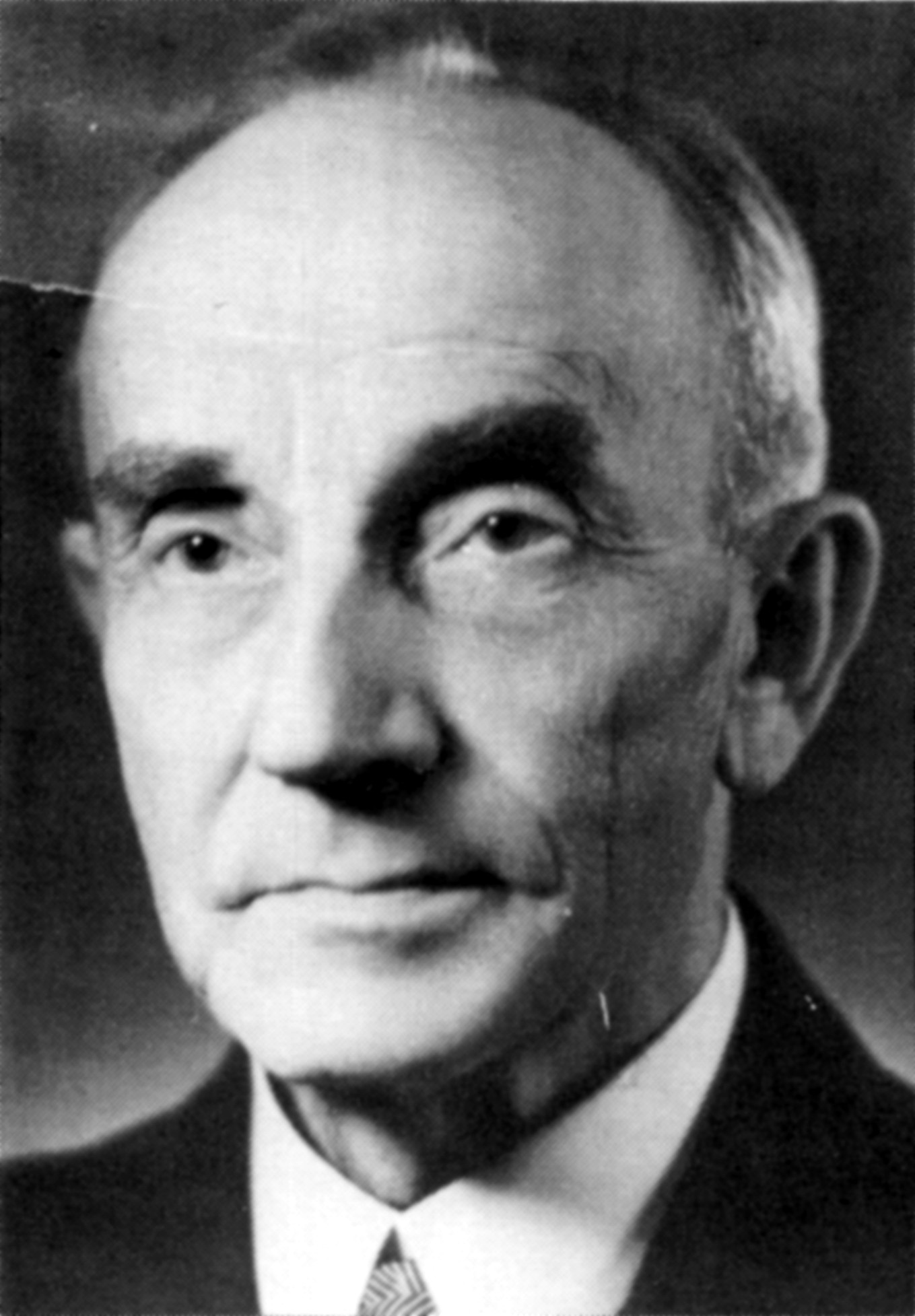
Herman Paavilainen

Herman Paavilainen, född 26 oktober 1879, död 8 juli 1964, var en finländsk statistiker, försäkringsman och politiker.
Paavilainen blev filosofie kandidat 1906, var 2:e aktuarie vid statistiska centralbyrån 1911–1917 och var därefter verkställande direktör och chef för respektive ordförande och vice ordförande i ledande försäkringsföretag. Paavilainen tillhörde Agrarpartiet och var 1929–1930 socialminister under Kyösti Kallio.